# 曹其敏
曹其敏，英文名：Diana Chou，香港首位航空业女企业家。香港华翔航空创始人，首创香港私人飞机业务。

## 简历
祖籍浙江宁波鄞县，纺织业巨头曹光彪小女儿，是一位佛教徒。早年在美国长大求学。毕业于美国夏威夷檀香山的坎农国际酒店学院，获得酒店管理学位。回香港研修香港管理学会商业课程。又赴澳门，获得澳门大学工商管理硕士学位。初在酒店业和家族纺织业发展。曾任美国酒店普通职员，打扫客房、洗碗，后厨烹饪都曾历练，多年后升任酒店集团亚太区市场总监。又转行入金融业，再入行时装业。1995年至1998年，任倩碧品牌经理。创办La Petite Chou Ltd，在亚太分销国际时装名牌。
曹发现亚洲富豪飙升，但缺乏私人飞行业务，遂于1999年创办华翔航空，先将总部设在香港和澳门，任担任董事总经理，经营私人飞机销售业务，是香港私人公务航空业的肇始。后又获得庞巴迪代理权。2009年开办直升机业务，创办直升机专门企业华运航空工业有限公司，兴建飞机修理维护中心，并代理销售贝尔(Bell Helicopter)直升机。2013年创办L’VOYAGE，是香港及中国首个私人飞机包机服务公司。
曹亦是亚洲商务航空协会创会委员及执行委员。并是联合国儿童基金会（UNICEF）拯救儿童基金会、阳光儿童基金赞助人，任香港明天更好基金理事，九龙金域扶轮社成员。

## 荣誉
- 2014年，获评《U-Jet》杂志“年度最佳代理商”[2]。